# Грозданов, Цветан
Цветан Грозданов (макед. Цветан Грозданов, 5 марта 1936, Охрид — 30 марта 2018, Скопье) — историк искусства, византинист. Академик Македонской академии наук и искусств (1996), председатель МАНУ (2004—2007). Министр культуры Республики Македония в 1991—1992 годах.

## Биография
Родился 5 марта 1936 года в Охриде. Получил среднее образование в средней школе имени Климента Охридского в Охриде. Во время школьных каникул участвовал в работе реставраторов по очистке фресок собора Святой Софии. Окончил философский факультет в Белграде в 1961 году, здесь же специализировался в византийском и средневековом искусстве под руководством С. Радойчича и В. Джурича. В 1966/67 году выиграл стипендию французского правительства и специализировался в византийском искусстве у А. Грабара в Коллеж де Франс в Париже..
Защитил докторскую диссертацию на тему «Охридская настенная живопись XIV века» на философском факультете в Белграде. С 1969 года преподавал историю искусства на философском факультете в Скопье в должности ассистента. В 1980 избран доцентом, а в 1985 — профессором. На факультете изобразительных искусств преподавал средневековое искусство. Вышел на пенсию в 2001 году.
С 1991 по 1992 год был министром культуры в первом правительстве Републики Македония.
Избран членом-корреспондентом Македонской академии наук и искусств (МАНУ) 7 мая 1991 года, действительный член МАНУ с 20 июня 1996 года.
С 2004 по 2007 — председатель МАНУ.
С 30 октября 2003 избран иностранным членом Сербской академии наук и искусств. Член-корреспондент Черногорской академии наук и искусств с 2007 года.
Скончался в Скопье 30 марта 2018 года. Похоронен на Городском кладбище Скопье.

## Научный вклад
Сфера научных исследований Грозданова — византийско-славянские культурные связи, прежде всего в изобразительном искусстве, в период от Кирилла и Мефодия и св. Климента Охридского до XIX века. Грозданов изучал живопись средних и поздних средних веков в Македонии и других балканских очагах культуры, проводил полевые исследования в нескольких регионах, в первую очередь в Македонии и на Афоне.
Грозданов открыл в Македонии несколько ансамблей средневековых фресок и определил нескольких исторических личностей, представленных в старом искусстве Балкан. Большая часть его творчества связана с открытием, идентификацией и изучением изображений святых Кирилла и Мефодия и их учеников св. Климента, св. Наума, св. Горазда, св. Саввы, св. Ангелария (известных как седмочисленники), а также изображений македонских святых до конца XVIII века.

## Награды
Вклад Грозданова в науку отмечен высокими наградами, в том числе высшей наградой в области науки Республики Македония имени Гоце Делчева (1996, за монографию «Святой Наум Охридский») и орденом «За заслуги перед Македонией» (2007), наградой «Золотая фортуна» Украинской академи наук, высшей наградой Болгарской академии наук — медалью Марина Дринова, медалью Государственного института стратегических исследований Турецкой Республики (2003), орденом Св. Владимира Великого от Синода Русской Православной Церкви (1988) и другими.
Почётный доктор Софийского университета в Болгарии (2004) и Университета имени Тараса Шевченко в Киеве.

## Семья
Супруга — видный македонский археолог Вера Битракова.

## Избранные труды
Цветан Грозданов — автор более 300 научных статей, книг, монографий, докладов и других публикаций.
- Охридското ѕидно сликарство од XIV век (Охридская настенная роспись XIV века). — Охрид : Завод за заштита на спомениците на културата; Народен музеј, 1980. — 227 с.
- Портрети на светителите од Македонија од IX—XVIII век (Портреты святителей Македонии IX—XVIII века). — Скопје : Завод за заштита на спомениците на културата, 1983. — 321 с.
- Студии за охридскиот живопис (Исследования охридской живописи). — Скопје : Републички завод за заштита на спомениците на културата, 1990. — 238 с.
- Свети Наум Охридски (Святой Наум Охридский). — Скопје : Детска радост, 1995. — 239 с.
- Курбиново и други студии за фрескоживописот во Преспа (Курбиново и другие исследования фресковой живописи в Преспе). — Скопје : МАНУ, 2006. — 353 с.
- Живописот на Охридската архиепископия (Живопись Охридской архиепископии). — Скопје : МАНУ, 2007. — XXV, 449 с.
- Живописот во Македонија (Живопись в Македонии). — Скопје : МАНУ; Фондaција «Трифун Костовски»; Данте, 2011. — X, 336 с.